# Monagas
Monagas er en af Venezuelas 23 delstater (estados).
9°25′N 63°04′V / 9.42°N 63.07°V